# 城米
城米（じょうまい）とは、本来は江戸幕府直轄地（いわゆる「天領」）からの年貢米を指すが、後に兵糧米のために幕府・譜代諸藩などに備蓄された米のことを指した。
御城米（おしろまい）・城付米（しろつけまい）とも。
享保15年（1730年）には、幕府直轄領の年貢米である城米と区別するために御用米（ごようまい）と改称された。

## 概要
原型は豊臣政権時代に存在し、城米奉行（じょうまいぶぎょう）が置かれて福島正則・毛利高政らが任命された。江戸幕府でもその方針が継承されて直轄地からの年貢米の余剰を江戸城などに備蓄して有事の際には兵糧米とすることとなっていたが、寛永年間に入ると、その一層の充実が求められ、寛永10年（1633年）に譜代諸藩に対して幕府年貢米あるいは御用金を供給して米の備蓄・管理を命じた。3年後には江戸の浅草御蔵にも専用の施設が置かれて城米奉行が任命された。幕府は城米奉行・譜代諸藩に対して、毎年城米の中身を入れ替えて有事に備えることを命じ、譜代藩の転封の際には引継ぎの一環として、法規通りの城米備蓄の有無と備蓄の方針の確認が求められた。以後、寛文元年（1661年）・貞享2年（1685年）にも城米備蓄の増加が命じられ、東海道の宿場町に対しても同様の措置を命じた。
貞享2年の制によれば、全国に44.2万石の城米が備蓄され、江戸城・大坂城・二条城・駿府城と言った幕府直轄の城や譜代諸藩の城、東海道宿駅などの計68ヶ所に分散して備蓄されることになっており、また、延宝元年（1673年）には、幕府が民間の廻船を雇船して城米を指定の備蓄地へ輸送するための専用船（城米積船）とした。城米積船は高額で雇船される代わりに幕府の厳重な管理下に置かれて城米以外の一切の物資の搬送を禁じられているなど、条件が厳格であったために次第に成り手に事欠くようになったために、寛保3年（1743年）には許可制ながらも空船時の一般貨物の搬送も許されることとなった。
当初、軍事目的のための備蓄米であった城米も長い間の平和のために次第に飢饉などの災害の救済や臨時の出費の際の財源に流用されるようになり、ついに元禄2年（1689年）には、幕府財政の赤字穴埋めのために備蓄量を寛文以前に戻し、その余剰を売却させている。享保15年に城米が「御用米」と改められた背景には、実際には災害救済や財政調整のために用いられて軍事色が払拭されていた現状に応じたものであるとされている。その後、享保の大飢饉や天明の大飢饉の救済のためにも御用米が活用されたが、松平定信の寛政の改革では、囲米を導入して御用米の役目を代行させ、御用米を当初の軍事専用に復帰させようとしたが、幕府財政の悪化などによって依然として、災害や財政目的での利用が続けられた。